# Melanitis bouruana
Melanitis bouruana är en fjärilsart som beskrevs av Holland 1900. Melanitis bouruana ingår i släktet Melanitis och familjen praktfjärilar. Inga underarter finns listade i Catalogue of Life.